# Rupp (Swinemünde)
Rupp is een historisch merk van motorfietsen.

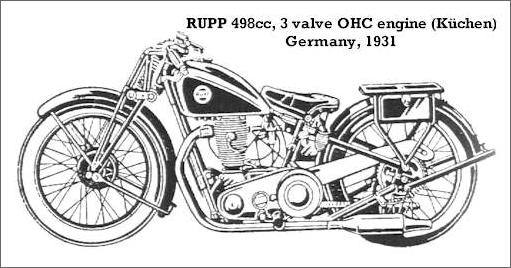
Rupp 500 cc uit 1931

De bedrijfsnaam was: Rupp-Fahrzeugbau, later Rupp Motorrad AG, Grüne Fläche, Swinemünde.
Rupp-Fahrzeugbau was een Duitse fabriek die twee modellen bouwde, één met een eigen 198cc-kopklepmotor en één met een 498cc-Küchen-OHC-blok.
In 1925 hadden ruim 150 kleine Duitse motorfietsmerken de poorten gesloten omdat de concurrentie op de markt van lichte motorfietsen enorm was. Toen Rupp in 1928 met haar productie begon stonden de sterren gunstiger; allereerst waren enorm veel merken van de markt verdwenen en het 198cc-model kon door een wetswijziging vanaf 1928 belasting- en rijbewijsvrij gereden worden. Voor het 500cc-model kocht men inbouwmotoren van de gebroeders Richard en Xavier Küchen, die een goede naam hadden. Toch beëindigde Rupp de productie in 1932.